# Audrey Fleurot
Audrey Fleurot, född 6 juli 1977 i Mantes-la-Jolie, Yvelines, är en fransk skådespelare som är främst känd för sin roll som Magalie i filmen En oväntad vänskap. Fleurot har också medverkat i TV-serierna Engrenages och En liten fransk stad. 2011 hade hon en liten roll i Woody Allens film Midnatt i Paris.